# Schiava
Le Schiava est un cépage surtout cultivé dans le Trentin. Il confère une coloration rouge rubis, des parfums intenses, des vins gouleyants et doux.
En Alto-Adige/Südtirol, il répond au nom de Vernatsch. Des études d'ADN ont démontré qu'il était semblable au Trollinger allemand; il serait aussi un des parents d'un autre cépage du Südtirol, le Lagrein (cfr. wikipedia allemand, Vernatsch). 